# 필미엘크

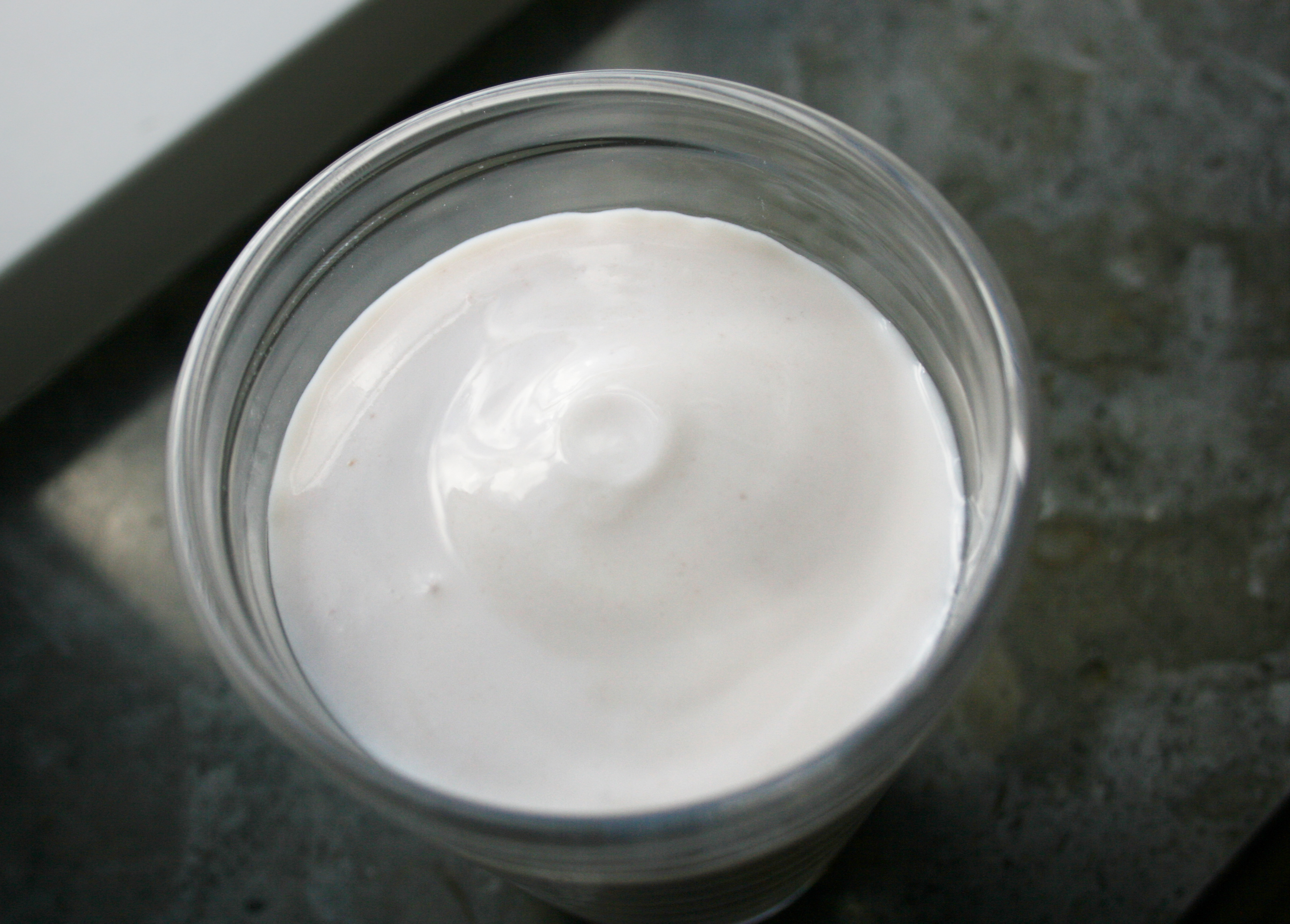
유리그릇 안의 필미엘크

필미엘크(스웨덴어: filmjölk)는 노르딕 국가들에서 주로 제공되는 유제품 종류이다. 발효유가 주 재료로 쓰인다. 요구르트와 유사한 점이 많지만 다른 종류의 균으로 만들어지며 더 낮은 배양 온도를 가진다. 요구르트와 다른 이런 점은 다른 맛과 질감을 준다. 필미엘크는 "신 우유" 또는 "발효유"라는 뜻을 가진 "수르미엘크"(surmjölk)가 이름이 변한 것이다.
필미엘크는 젖소에게서 갓 짠 원유에 균을 첨가해서 만들어진다. 필미엘크에 쓰이는 균은 젖산균의 일종으로 25도와 40도 사이의 온도에서 잘 번식한다.

## 같이 보기
- 빌리
- 스키르